# Curtiss SC Seahawk

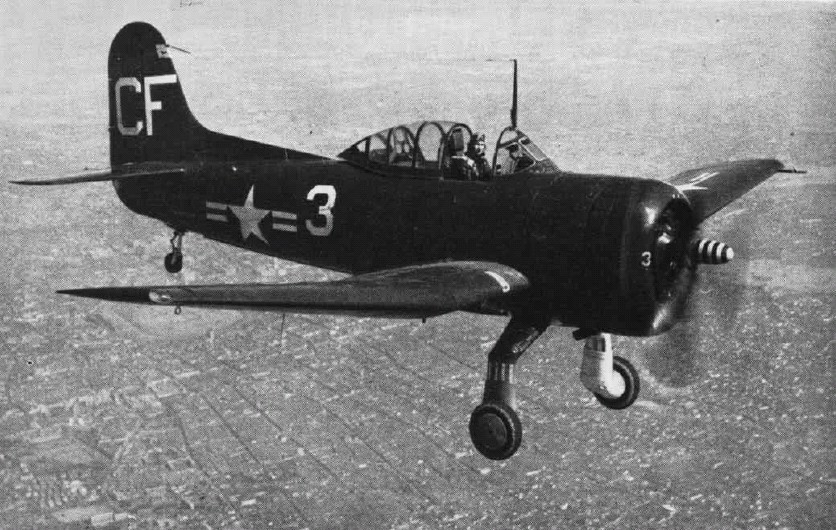
Un SC Seahawk dotato di carrello d'atterraggio convenzionale in volo sopra Shanghai. Questo esermplare era assegnato all'incrociatore leggero di classe Cleveland USS Duluth (CL-87).

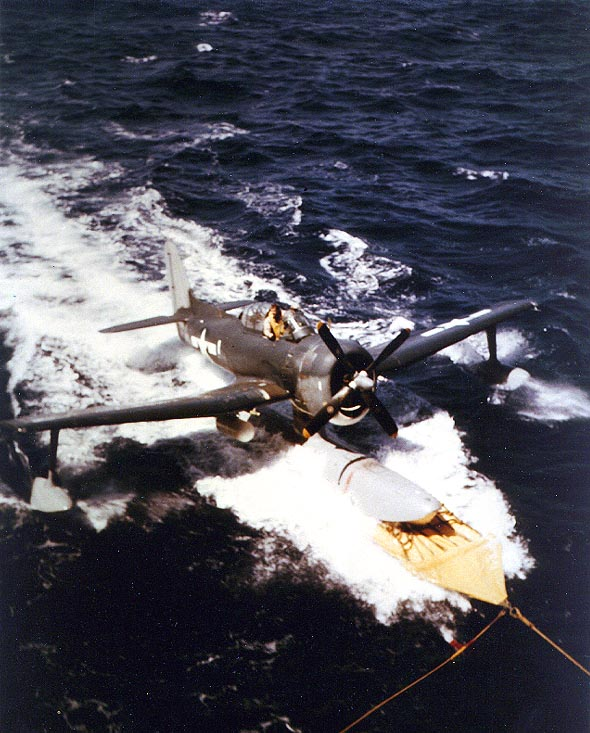
Un SC Seahawk in configurazione idro durante le operazioni di reimbarco sulla USS Alaska (CB-1).

Il Curtiss SC Seahawk era un idroricognitore a galleggiante centrale, monomotore ad ala bassa, prodotto dall'azienda statunitense Curtiss Aeroplane and Motor Company negli anni quaranta.

## Storia

### Sviluppo
Nel giugno 1942 il Bureau of Aeronautics, l'organo della United States Navy preposto, tra l'altro, all'ammodernamento del materiale bellico a sua disposizione, decise di emettere una specifica che riguardava la fornitura di un nuovo aereo da ricognizione imbarcato che potesse sostituire i Curtiss SO3C Seamew ed i Vought OS2U Kingfisher entrati in servizio prima dello scoppio della seconda guerra mondiale. Tra le caratteristiche richieste la possibilità di operare come i precedenti da unità navali provviste di catapulte e che potesse essere facilmente convertito in velivolo convenzionale, dotato quindi di un carrello d'atterraggio, per operare da basi a terra.
Alla richiesta rispose la Curtiss Aeroplane and Motor Company, già fornitrice del Seamew, che propose il suo progetto, denominato dall'azienda Model 97, il 1º agosto dello stesso anno. Valutato positivamente dalla commissione esaminatrice il 25 agosto successivo venne emesso un contratto di fornitura per due prototipi, che vennero designati XSC-1 (Model 97A), e 5 esemplari per test comparativi. Successivamente, nel giugno 1943, la necessità di equipaggiarsi velocemente di nuovi esemplari venne emesso l'ordine di fornitura definitivo per 500 esemplari della versione di serie SC-1, prima ancora che il primo prototipo fosse portato in volo per la prima volta.
Pur essendo un progetto per un velivolo monoposto venne provvisto di un vano supplementare nella parte posteriore della fusoliera destinato ad essere utilizzato per il salvataggio in mare e per il trasferimento del personale. Venne inoltre equipaggiato con due mitragliatrici Browning M2 calibro .50 in (12,7 mm) posizionate nelle ali e con due piloni subalari sui quali venivano montate bombe fino a 250 lb (113 kg) o in alternativa, sotto la semiala destra, un radar a scansione di superficie. Il galleggiante centrale, originariamente progettato per integrare uno scompartimento per le bombe, subì notevoli perdite se usato a questo scopo e venne in seguito modificato per alloggiare un serbatoio di combustibile addizionale.
Il primo prototipo venne portato in volo per la prima volta il 16 febbraio 1944 presso lo stabilimento Curtiss sito a Columbus, in Ohio. Le prove di volo continuarono fino al 28 aprile dello stesso anno, fino a che anche l'ultimo esemplare di preproduzione si staccò da terra. In seguito vennero realizzati ulteriori 9 prototipi di una nuova versione, designata SC-2, caratterizzata da un diverso disegno della fusoliera che incorporava un diverso lungo abitacolo biposto in tandem, ma questa nuova versione non ebbe alcun seguito produttivo.

### Impiego operativo
La prima serie di Seahawk di produzione vennero consegnati il 22 ottobre 1944 ed assegnati alla USS Guam. Tutti i 577 esemplari ricevuti dalla U.S. Navy erano in configurazione terrestre per essere utilizzati dalle Naval Air Station dotate di piste ma al bisogno potevano velocemente essere dotati dei galleggianti per il servizio in mare.
La caratteristica di poter essere equipaggiato sia con un carrello d'atterraggio convenzionale sia con i galleggianti probabilmente rese il Seahawk il miglior idroricognitore a galleggianti di tutta la seconda guerra mondiale. Tuttavia il protrarsi dei tempi di sviluppo lo fece entrare in servizio troppo tardi per dare un significativo contributo nelle vicende belliche del conflitto. Non venne utilizzato infatti prima del giugno 1945, data in cui venne impiegato operativamente durante i bombardamenti che preannunciarono l'invasione alleata del Borneo. Alla fine del conflitto il ruolo degli idrovolanti venne progressivamente oscurato dalla versatilità degli elicotteri che nel 1949 li sostituirono definitivamente.

## Livree
La livrea mimetica a tre colori e i distintivi identificativi utilizzati sui Seahawk rispettavano le convenzioni U.S. Navy in materia del 1944, 1945 e le successive convenzioni postbelliche.

## Utilizzatori
Stati Uniti
- United States Navy

## Velivoli comparabili
Giappone
- Nakajima A6M2-N

 Stati Uniti
- Vought OS2U Kingfisher